# Hyperdiplosis oryzae
Hyperdiplosis oryzae är en tvåvingeart som beskrevs av Grover och Madhu Bakhshi 1978. Hyperdiplosis oryzae ingår i släktet Hyperdiplosis och familjen gallmyggor. Inga underarter finns listade i Catalogue of Life.